# Авдеев, Валентин Николаевич
Валенти́н Никола́евич Авде́ев (16 мая 1915, Котельнич, Вятская губерния — 11 октября 1972, Москва) — советский учёный, специалист в области электроники, член-корреспондент АН СССР, изобретатель стержневой радиолампы.

## Биография
Получив начальное образование, с 1930 года трудился на заводе «Светлана» в Ленинграде, окончил заводской техникум, где учился у С. А. Векшинского.
В 1934—1938 учился во Всесоюзном заочном институте технического образования.
В 1941 году в течение полугода находился в командировке в США (заводы RCA), где изучал производство радиоламп и приборостроение.
С началом Великой Отечественной войны в составе коллектива завода «Светлана» был эвакуирован в Новосибирск. Работал мастером участка, с 1942 — главным инженером завода. В 1943 году стал заместителем начальника лаборатории. 
С 1946 года — начальник лаборатории.
В 1949—1960 — директор НИИ-617 (Новосибирск). Под его непосредственным руководством были разработаны «стержневые» радиолампы, работавшие на высоких частотах и полностью удовлетворяющие всем требованиям военных. С 1951 — член КПСС.
В 1958 году избран членом-корреспондентом АН СССР по Сибирскому отделению (автоматика, электротехника) (с 28 марта). С 1958 по 1961 год — заведующий лабораторией вычислительной и измерительной электроники Сибирского отделения АН.
С 1961 — руководитель лаборатории электроники АН Белорусской ССР. В этот период являлся также председателем Научного совета по бионике территориальной группы АН БССР, членом бюро Отделения физико-технических наук АН БССР, членом редколлегии журнала «Известия АН БССР. Серия физико-технических наук».
В 1970—1972 годах — заведующий отделом внедрения новой техники в Институте общей генетики Академии наук СССР в Москве.
Похоронен на Востряковском кладбище.

## Приборы
Разработки В. Н. Авдеева использованы при создании:
- комплекса радиостанций «Марс», используемого в МВД;
- армейской радиостанции Р-353, входящей в комплект снаряжения спецподразделений, парашютного десанта и ФСБ;
- ранцевой УКВ-радиостанции (вес всего 2,8 кг).

## Награды
- Медаль «За доблестный труд в Великой Отечественной войне 1941—1945 гг.» (1945)
- Медаль «За оборону Ленинграда» (1945)
- звание «Почётный радист СССР»
- большая медаль А. С. Попова.

## Интересные факты
В. Н. Авдеев, не имея систематического образования, не написав и не защитив диссертационных работ, стал членом-корреспондентом АН СССР за выдающиеся заслуги в разработке и конструировании электронной техники.

## Научные труды
- Вопросы конструирования, технологии и контроля изготовления электронных вакуумных приборов: [Сб. статей] / Науч. ред. В. Н. Авдеев. — Минск, 1970. — 187 с.
- К вопросу конструкции блоков внутренней арматуры радиоламп и механизации их сборки // Докл. АН БССР. — 1966. — Т. 10, № 12. — С. 950–953. (в соавт.)
- К вопросу микроминиатюризации специальных тел накала электровакуумных приборов // Докл. АН БССР. — 1965. — Т. 9, № 12. — С. 791–793. (в соавт.)
- Некоторые вопросы конструирования плоских рамочных сеток радиоламп // Докл. АН БССР. — 1966. — Т. 10, № 9. — С. 655–657. (в соавт.)
- О расчете проницаемости плоского триода // Докл. АН БССР. — 1966. — Т. 10, № 11. — С. 853–855. (в соавт.)
- Об использовании фотоэффекта для измерения спектра сверхслабых излучений // Изв. АН БССР. — 1966. — № 1. (в соавт.)
- Устройство для непрерывного шлюзования изделий через вакуум // Докл. АН БССР. — 1964. — Т. 8, № 11. — С. 699–701. (в соавт.)
- Изобретения, защищённые авторскими свидетельствами (1946, 1963, 1964).